# 鄭巢
鄭巢（?—?），唐朝钱塘（今浙江杭州）人。
大和九年，姚合任杭州刺史，鄭巢前去献诗，得到重用。性好山水，交游多江浙名僧如：皖公、省空上人、象上人、虛海、凝公、蛮僧等。终生未仕。《全唐诗》存其诗一卷。